# William Crookes
William Crookes  (Londres, 17 de junio de 1832- Londres, 4 de abril de 1919) fue un químico inglés, uno de los científicos más importantes en Europa del siglo XIX, tanto en el campo de la física como en el de la química. En 1863 ingresó en la Royal Society, y fue nombrado Sir en 1910.
Es conocido por ser el inventor del tubo de rayos catódicos, por el descubrimiento del elemento talio, y por ser el primero en analizar el gas helio en laboratorio.
También fue uno de los más importantes y destacados investigadores, y luego defensor, de lo que hoy en día se conoce como espiritismo científico.

## Biografía[1]
La vida de Crookes fue de una actividad científica ininterrumpida. Químico de formación, hizo compatibles sus descubrimientos científicos con su cargo de meteorólogo y con su intensa actividad como conferenciante. Trabajó tanto en química como en física. Sus experimentos fueron notables por la originalidad de su diseño y la habilidad en su ejecución que le caracterizaba. Estaba interesado en múltiples campos: la ciencia pura y aplicada; problemas económicos teóricos y prácticos; la investigación psiquiátrica; e incluso el espiritismo. Gozó de una notable popularidad, y su personalidad y sus logros son bien conocidos.
Primeros años
William Crookes (más tarde Sir William Crookes) nació en Londres en 1832, el mayor de 16 hermanos. Su padre, Joseph Crookes, era un sastre originario del norte del país. Por entonces vivía con su segunda esposa, Mary Scott Lewis Rutherford Johnson.
Crookes estudió química en el Royal College of Chemistry, y fue asistente de su tutor August Wilhelm von Hofmann entre 1850 y 1854. Pronto se embarcó en un trabajo original, investigando nuevos compuestos de selenio, objeto de sus primeros artículos publicados en 1851. Curiosamente, no se dedicó a la química orgánica, la especialidad de su maestro.
Vida adulta
Ingresó en el departamento meteorológico del Observatorio Radcliffe de Oxford en 1854, y en 1855 fue nombrado profesor de química en el Chester Diocesan Training College. En 1856 se casó con Ellen, hija de William Humphrey de Darlington. Tuvieron tres hijos y una hija. Tras casarse, se trasladó a vivir a Londres, dedicándose principalmente a trabajar por su cuenta.
En 1859, fundó el Chemical News, una revista científica que editó durante muchos años, caracterizada por la concisión formal de sus artículos (contrariamente a lo que era habitual en las revistas de las sociedades científicas de la época). También fue editor del Quarterly Journal for Science.
El método de análisis espectral, introducido por Bunsen y Kirchhoff, fue recibido por Crookes (experimentador muy eficaz) con gran entusiasmo y con gran efecto: precisamente su primer descubrimiento importante fue efectuado con la ayuda de la espectroscopía. En 1861, Crookes identificó el elemento talio. Gracias a este descubrimiento su reputación se consolidó firmemente, y fue elegido miembro de la Royal Society en 1863.
Realizó numerosos trabajos sobre espectroscopía y llevó a cabo investigaciones sobre una gran variedad de temas menores. En 1871 publicó el tratado titulado Select Methods in Chemical Analysis.
Posteriormente desarrolló el tubo de Crookes, con el que investigó los rayos catódicos. Fue un pionero en la construcción y el uso de tubos de vacío para el estudio de fenómenos físicos.
Entre sus trabajos más importantes está el haber sido el primero en identificar el plasma (estado de la materia) en 1879. También ideó uno de los primeros instrumentos para estudiar la radiactividad nuclear en 1903, el Espintariscopio.

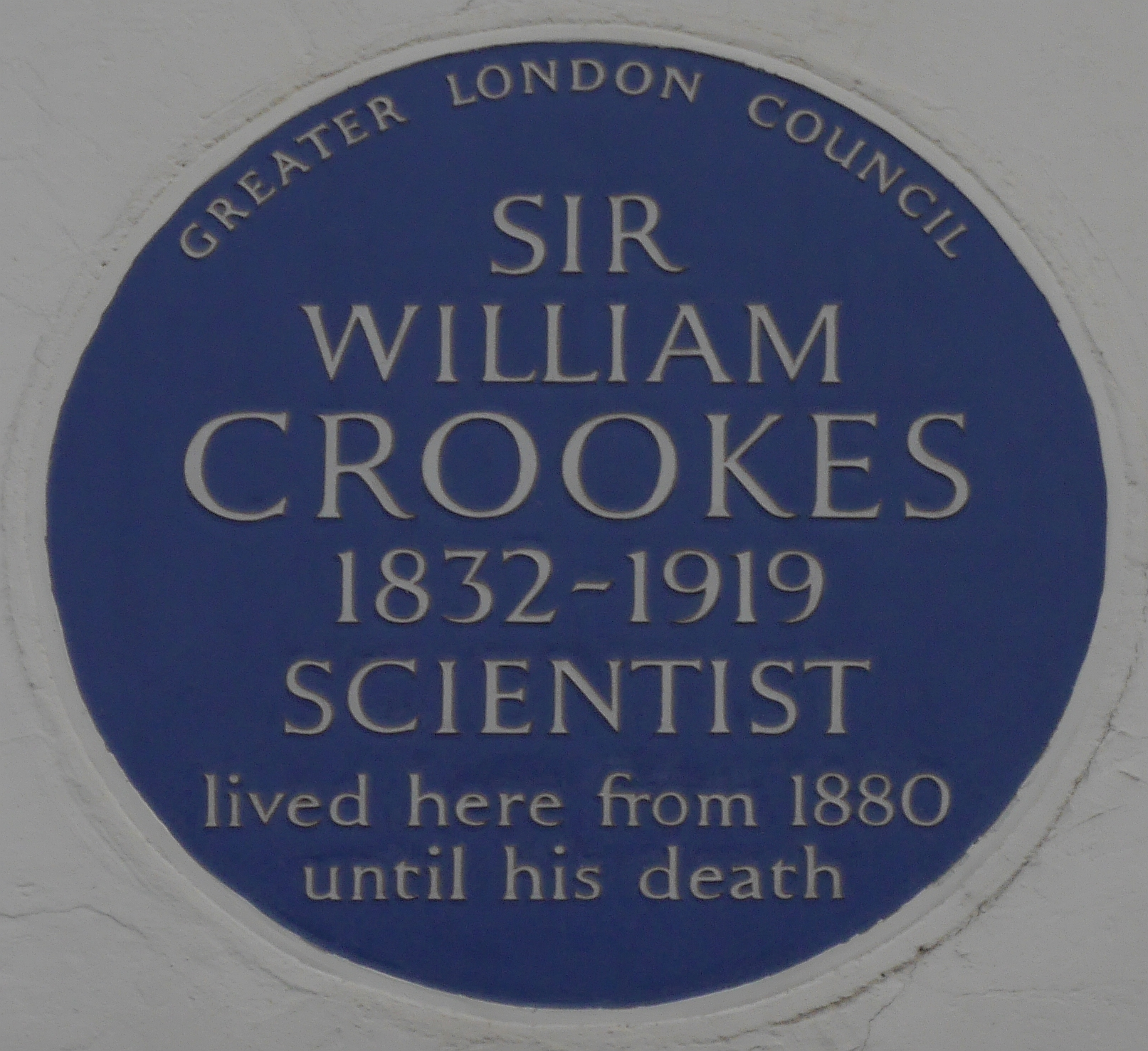
Placa conmemorativa
n.º 7 Kensington Park Gardens, (Londres)

Después de 1880, vivió en el n.° 7 de Kensington Park Gardens, donde realizó toda su obra posterior en su laboratorio privado. Además de ser un brillante investigador, Crookes supo dar rentabilidad económica a sus descubrimientos, lo que le permitió mantener por sus propios medios su laboratorio privado en Londres.
Últimos años
Crookes identificó la primera muestra conocida de helio en 1895, demostrando que coincidía con el elemento observado unos años antes en el espectro de la luz del sol.
En 1903, comenzó a estudiar la radiactividad, logrando separar el protactinio del uranio, aunque no fue capaz de identificarlo.
Fue nombrado Caballero en 1897 y Sir en 1910. También fue presidente de la Chemical Society y de la Institution of Electrical Engineers.
Durante años realizó experimentos con médiums en su propia casa para intentar avanzar en el campo de la "Metapsíquica", de la que era un convencido partidario. Falleció en Londres, en 1919, dos años después que su esposa.

## Investigación científica

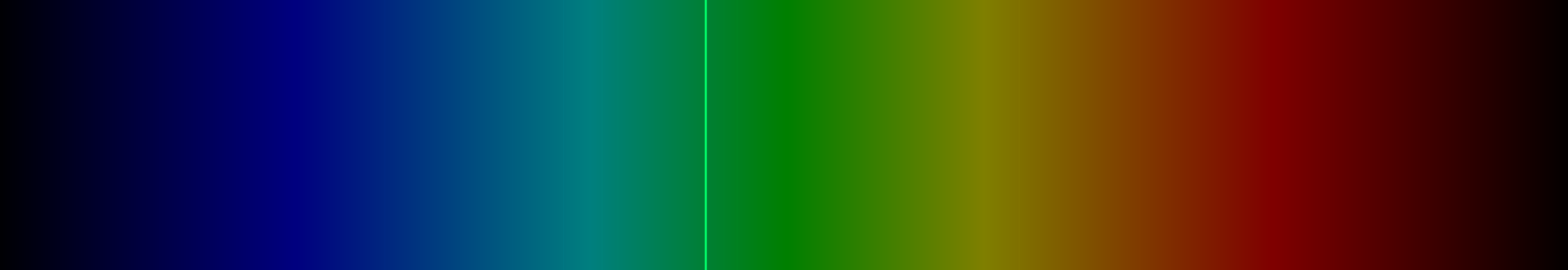
Espectro visible del talio, con su característica línea verde.

El primer logro importante de William Crookes fue el descubrimiento del elemento metálico talio. El nuevo método de análisis espectral, introducido por Bunsen y Kirchhoff, fue recibido por Crookes con gran interés y entusiasmo, siendo la clave para que pudiese identificar el nuevo elemento gracias a una línea de emisión de color verde brillante en su espectro. Debido a esta circunstancia, lo denominó talio, del griego "Thallos", brote verde.
En metalurgia, desarrolló un proceso de amalgamación para separar la plata y el oro de sus minerales.
En química aplicada trabajó en diversos temas: el tratamiento de aguas residuales, la fabricación del azúcar de remolacha, y la tinción de tejidos musculares, entre otros. 

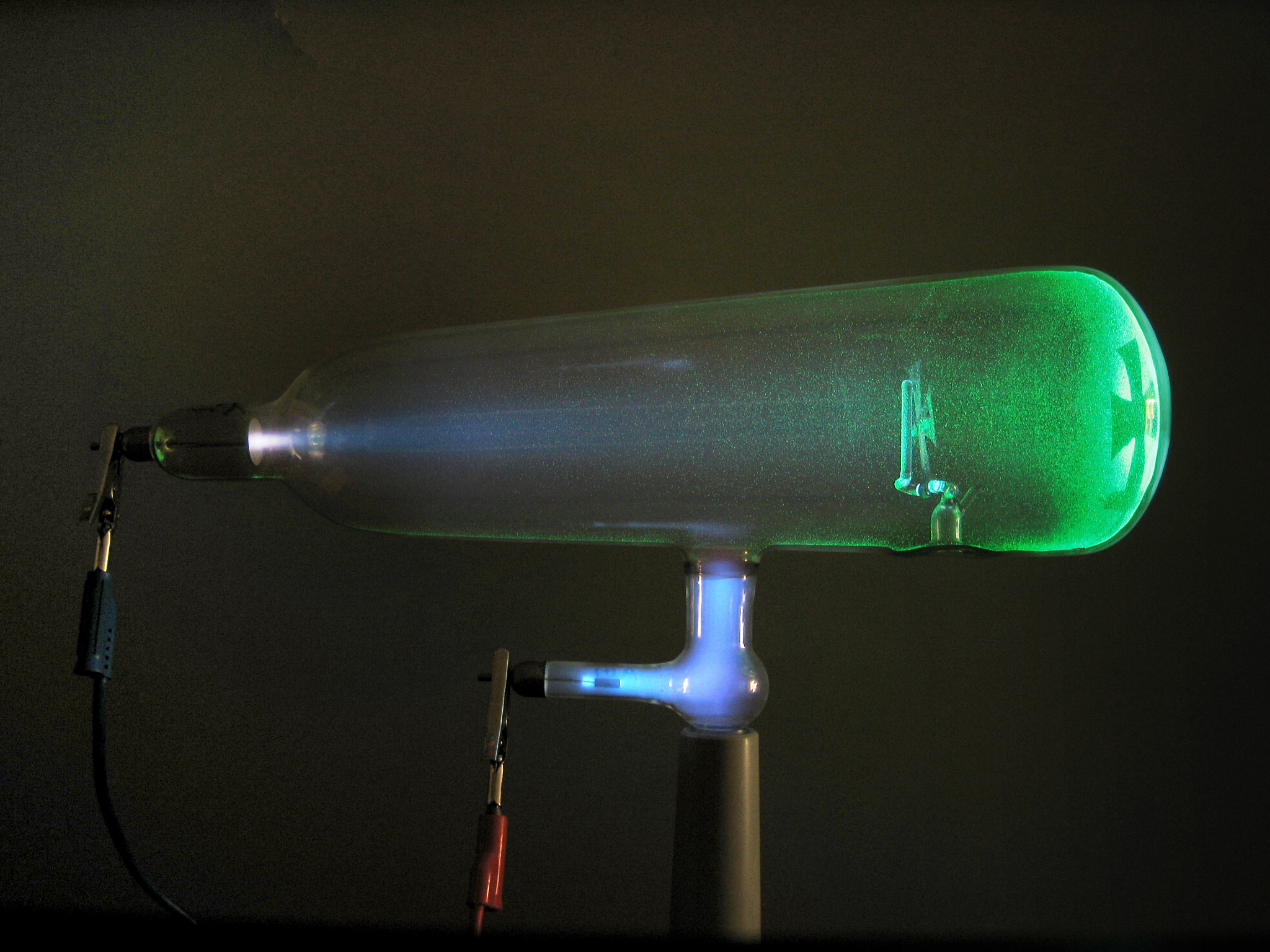
Tubo de Crookes iluminado por el paso de la corriente eléctrica a través de un gas enrarecido. Experimento para demostrar la trayectoria rectilínea de los rayos.

Sin embargo, su trabajo más importante fue la investigación sobre la conducción de la electricidad en los gases. Inventó el tubo de Crookes, que utilizó para el estudio de las propiedades de los rayos catódicos. En sus investigaciones de la conducción de la electricidad en los gases a baja presión, descubrió que a medida que se reduce la presión, el electrodo negativo (cátodo) empieza a emitir rayos (los llamados "rayos catódicos", ahora se sabe que son una corriente libre de electrones). Demostró que viajan en línea recta, que son la causa de la fluorescencia cuando caen sobre algunas sustancias, y que su impacto puede producir gran calor. Creía que había descubierto un cuarto estado de la materia, a la que llamó "materia radiante", pero sus puntos de vista teóricos sobre la naturaleza de la "materia radiante" iban a ser rápidamente superados. Opinaba que los rayos consistían en corrientes de partículas de magnitud molecular ordinaria. Quedó para sir J.J. Thomson descubrir la naturaleza subatómica de los rayos catódicos (formados por corrientes negativas de electrones). El trabajo experimental de Crookes en este campo fue la base de los descubrimientos que finalmente cambiaron el conjunto de la química y la física.
Fue uno de los primeros científicos en investigar lo que ahora se conoce como plasma y lo identificó como el cuarto estado de la materia.

Un radiómetro en funcionamiento

También inventó el radiómetro, y el espintariscopio, un detector de partículas. Para fabricar el radiómetro (también llamado molino de luz o light-mill en inglés), Crookes utilizó una bomba de Sprengel mejorada en su laboratorio. Esta bomba consiste en un tubo capilar de vidrio de una altura aproximadamente de 76 cm. En su parte superior lleva una especie de embudo que contiene mercurio (aproximadamente 12 kg) y en la parte de abajo un recipiente para recibir las gotas. Antes de agotarse el mercurio del depósito superior, se recarga con el que ya ha bajado. Las gotas de mercurio al bajar por efecto de la gravedad, extraen lentamente pequeñas porciones de aire del bulbo al que se quiere hacer el vacío. Para llegar a la presión del radiómetro se necesitaron de seis a ocho horas, por lo que Crookes pudo observar el inicio del giro del radiómetro sin necesidad de medir la presión.
Identificó la primera muestra conocida de helio en un laboratorio, aunque el descubrimiento del gas se atribuye a dos astrónomos: el francés Pierre Janssen y el británico Norman Lockyer, que identificaron el nuevo elemento en las líneas del espectro de la luz detectada en las observaciones de la corona solar durante un eclipse. Crookes fue capaz de obtener el gas en las muestras del mineral cleveíta que le facilitó su colega William Ramsay, comprobando que su espectro coincidía con el detectado en la luz solar.
Años después dirigió su atención al fenómeno recién descubierto de la radiactividad, logrando separar el uranio de su producto de transformación activa, inicialmente denominado uranio-X, y más tarde finalmente conocido como protactinio. Crookes observó la gradual descomposición del producto de transformación separado, y la aparición simultánea de nuevas cantidades de protactinio en el original de uranio. Casi al mismo tiempo que este importante descubrimiento, se observó que cuando "P-partículas", expulsadas por sustancias radioactivas, inciden sobre sulfuro de zinc, cada impacto se acompaña de un minuto de centelleo, una observación que forma la base de una de los métodos más útiles en la técnica de la radiactividad.

## Espiritismo

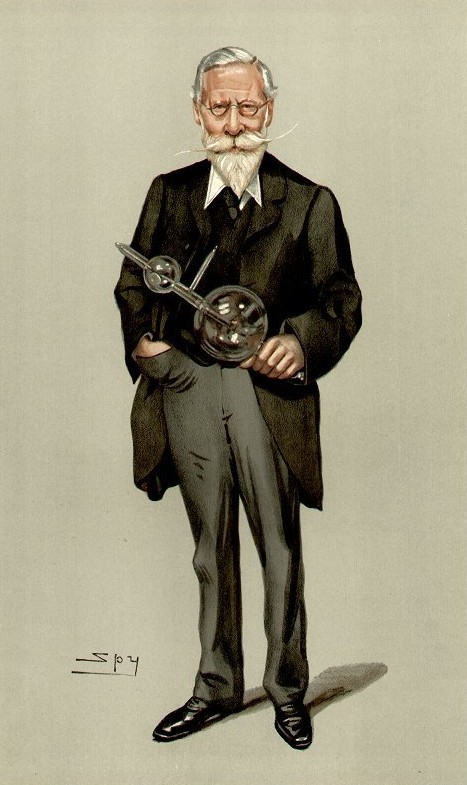
Sir William Crookes por Sir Leslie Ward 1902

Sir William Crookes fue uno de los pioneros en la investigación de fenómenos psíquicos, específicamente en las áreas de materialización y de mediumnidad. Compartía esta inquietud con el matemático Augustus De Morgan. En 1870, formó parte de la corriente que se conoce como “metapsíquica” (predecesora de la parapsicología) con sus investigaciones sobre el espiritismo y los fenómenos mediúmnicos. Estudió en profundidad y con rigor a los grandes médiums físicos de la época, como Kate Fox, Daniel Dunglas Home, Eusapia Palladino y Florence Cook, reconociendo la realidad de sus presuntas extraordinarias facultades. Uno de sus artículos más leídos sobre el tema es: “Spiritualism Viewed by the Light of Modern Science”. Otro escrito suyo sobre este mismo tema es el libro titulado: Nuevos Experimentos sobre la Fuerza Psíquica.

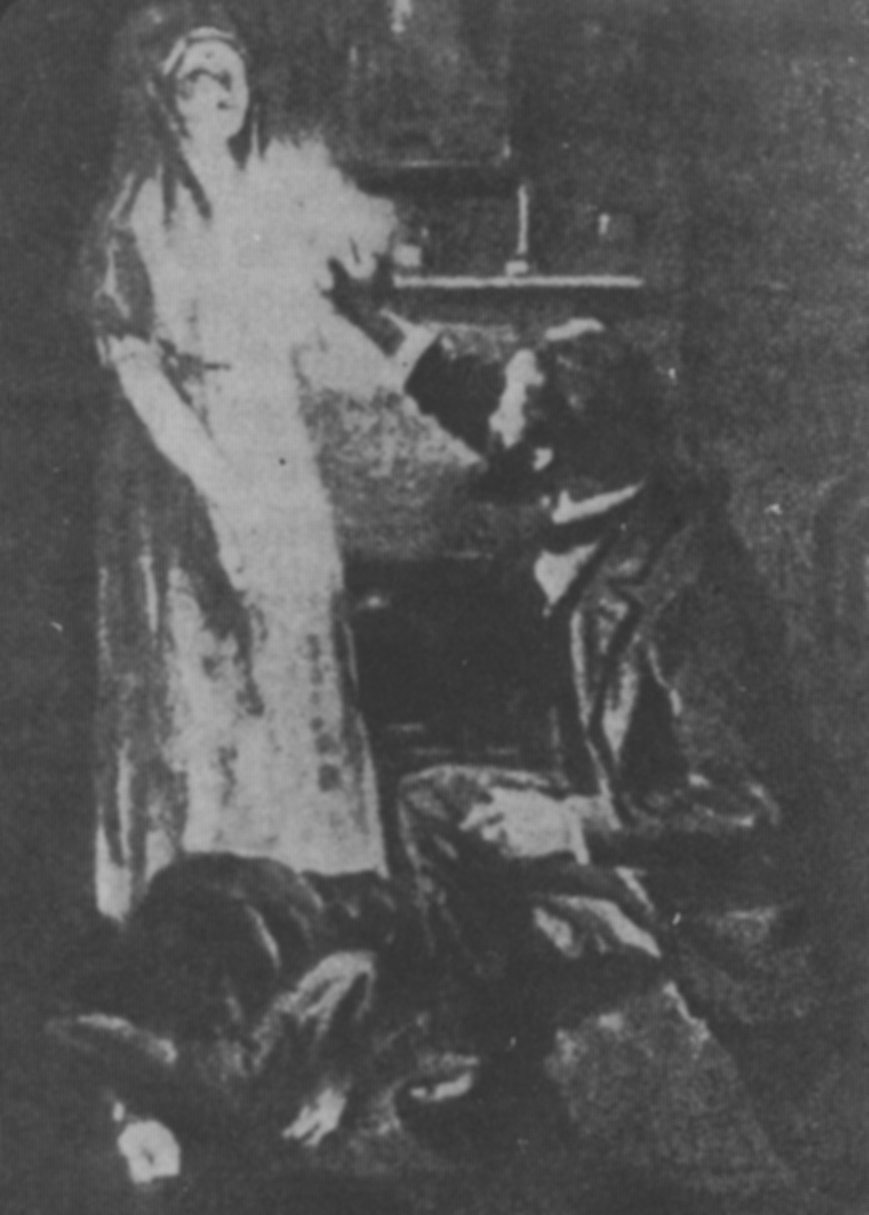
Cuadro basado en la descripción del investigador sir William Crookes: la médium Florence Cook se encuentra en el piso, y Crookes ilumina el ectoplasma de la fallecida Katie King.

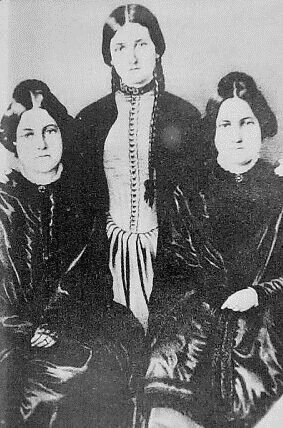
Hermanas Fox: Margaret, Kate y Leah.

Sin embargo, todos estos presuntos sucesos paranormales han sido revisados posteriormente, y hay muchas evidencias de que Crookes, o bien pudo haber sido engañado en su buena fe, o bien pudo estar implicado románticamente con una médium, y después se negó a reconocer que había sido víctima de un fraude. El antropólogo Edward Clodd ha señalado que Crookes era muy corto de vista, lo que puede haber explicado su creencia en fenómenos espiritistas (cita a su amigo William Ramsay, comentando que Crookes es "tan miope que, a pesar de su honestidad incuestionable, no se puede confiar en lo que dice que ha visto.") El biógrafo William Brock escribió que Crookes era "evidentemente miope, pero que no usó gafas hasta la década de 1890. Hasta entonces, pudo haber usado un monóculo o una lupa de bolsillo cuando fuese necesario. Solo podemos imaginar las limitaciones que este hecho ha impuesto a sus investigaciones psíquicas."
Después de estudiar los informes sobre Florence Cook, la historiadora de la ciencia Sherrie Lynne Lyons escribió que el supuesto espíritu de "Katie King" era la misma Cook y en otras ocasiones una cómplice. En cuanto a Crookes, Lyons escribió que: "Aquí había un hombre con una reputación científica impecable, que descubrió un nuevo elemento, pero que no pudo detectar a una verdadera doncella absolutamente viva que fue disfrazada como un fantasma." Cook fue denunciada en repetidas ocasiones como una médium fraudulenta, pero había sido tan bien "entrenada en el arte de las sesiones de espiritismo", que logró engañar a Crookes. Algunos investigadores como Trevor H. Hall han sospechado que Crookes pudo tener un romance con Cook.
En una serie de experimentos en Londres realizados en la casa de Crookes en febrero de 1875, la médium Anna Eva Fay logró engañar a Crookes en la creencia de que tenía auténticos poderes psíquicos. Fay más tarde confesó su fraude y reveló los trucos que había usado. En cuanto a Crookes y sus experimentos con los médiums, el mago Harry Houdini sugirió que Crookes había sido engañado. El físico Victor Stenger escribió que los experimentos fueron mal controlados y "su deseo de creer lo cegó a las argucias de las psíquicas que examinaba."
En 1906, William Hope engañó a Crookes con una fotografía falsa del espíritu de su esposa. Oliver Lodge reveló que había habido signos evidentes de doble exposición, y que la imagen de Lady Crookes había sido copiada de una fotografía del aniversario de boda. Sin embargo, Crookes fue un espiritualista convencido y afirmó que era una evidencia genuina para la existencia de la fotografía de espíritus.
El fisiólogo Gordon Stein sospechaba que Crookes estaba demasiado avergonzado para admitir que había sido engañado por la médium Florence Cook, o conspiró con ella a cambio de favores sexuales. También sugirió que Crookes había conspirado con Anna Eva Fay. Señaló que, contrariamente a la creencia popular inicial, el caso Home había sido expuesto como un fraude en varias ocasiones. Stein llegó a la conclusión de que todas las hazañas eran fruto de la prestidigitación de Home. En una revisión del caso, el biógrafo William Brock escribió que Stein había llevado su "caso contra Crookes y Home clara y lógicamente."
Crookes se unió a la Sociedad para la Investigación Psíquica, convirtiéndose en su presidente en la década de 1890: también se unió a la Sociedad Teosófica y al Ghost Club, del que fue presidente de 1907 a 1912. En 1890 se inició en el Hermetic Order of the Golden Dawn.
Experimento con Daniel Dunglas Home

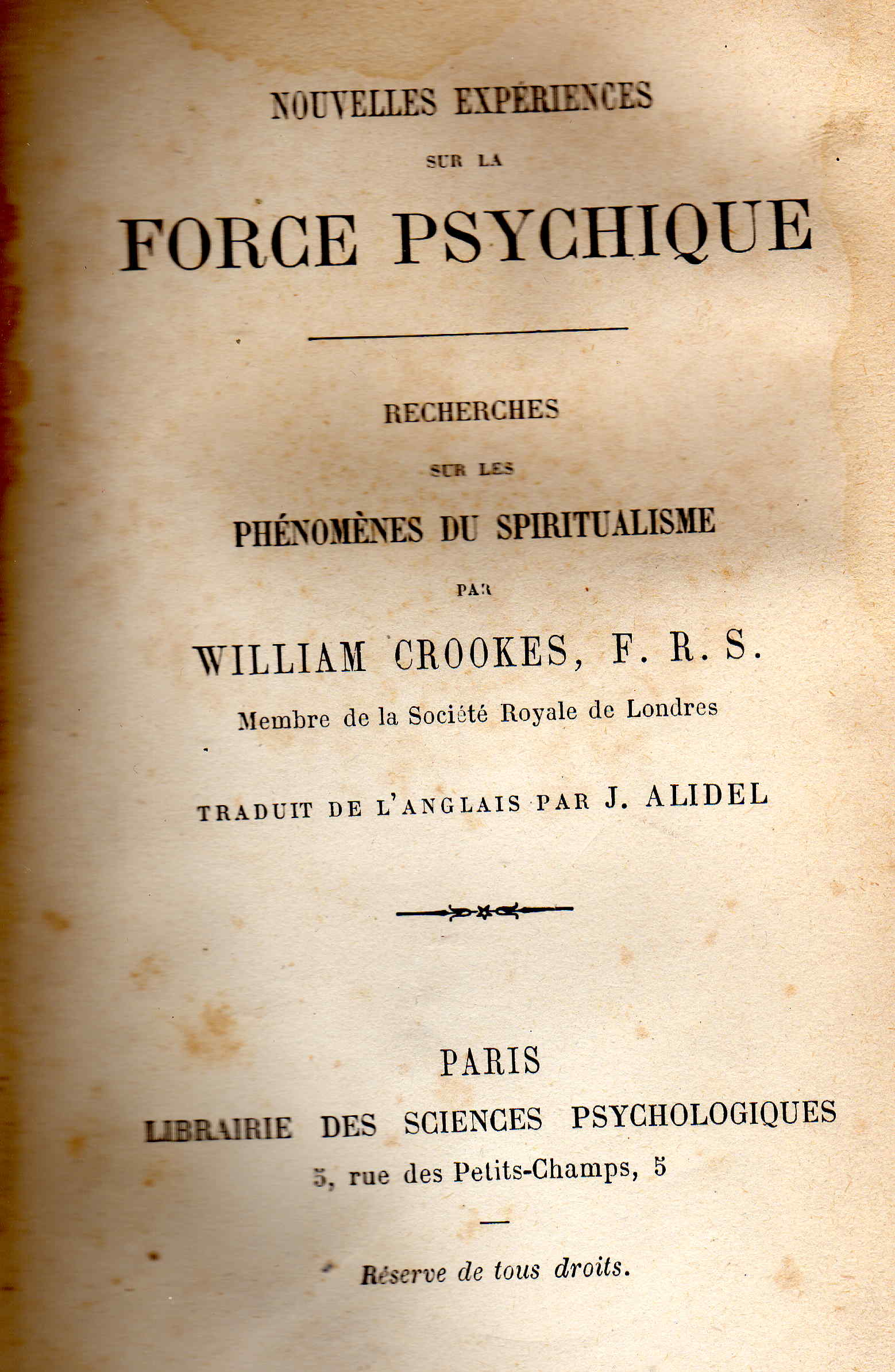
Portada de la obra Estudios Científicos de W. Crookes (hacia 1870)
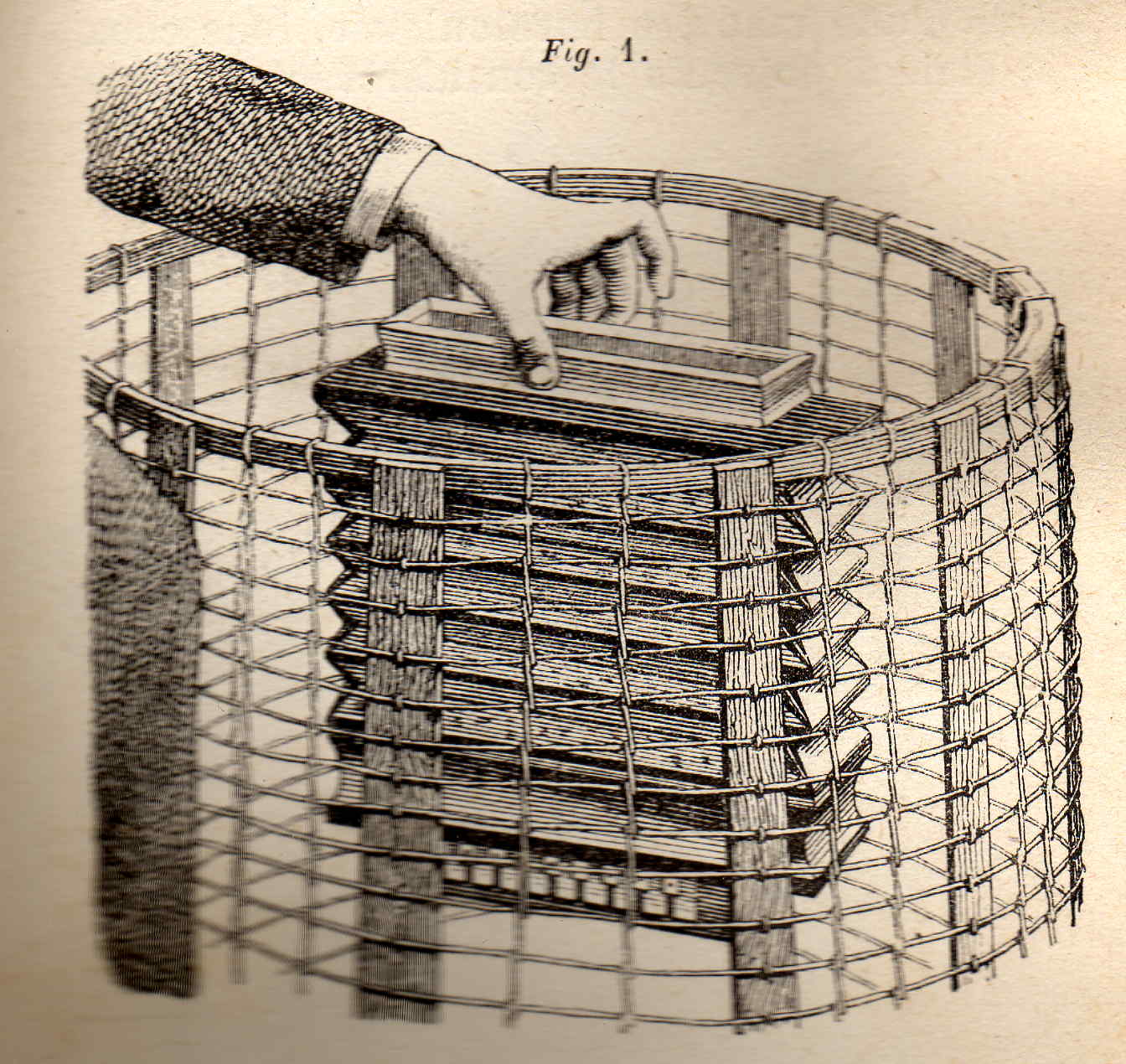
Ejemplos de experimentos psíquicos: 1) Un acordeón nuevo, comprado por Crookes, es colocado en una caja enrejada.
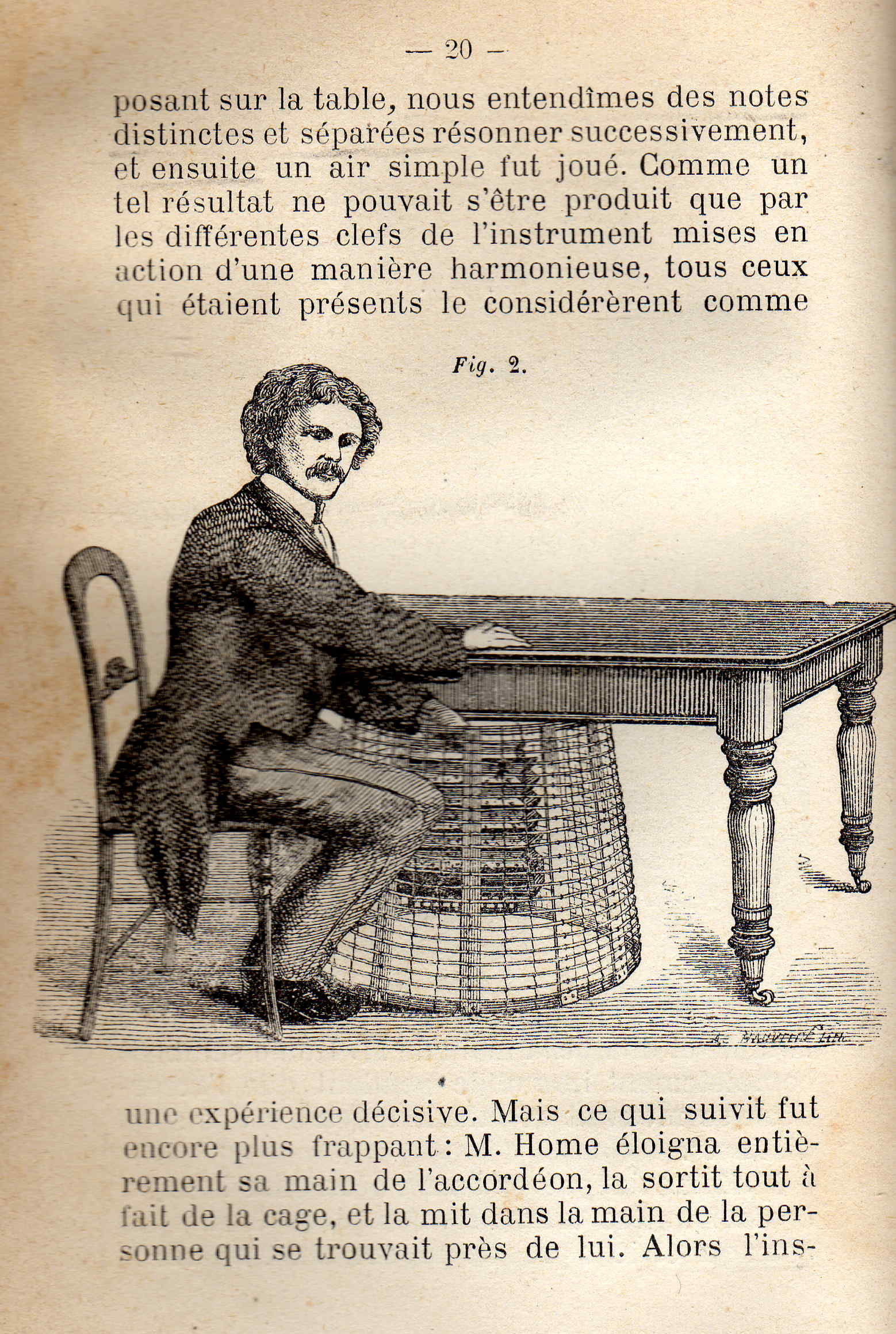
2) En presencia de Daniel Dunglas Home, el acordeón interpreta una melodía «totalmente solo».

## Reconocimientos y honores
- (1863) Miembro de la Royal Society
- (1875) Medalla Real de la Royal Society.
- (1888) Medalla Davy de la Royal Society.
- (1897) Nombrado Caballero
- (1904) Medalla Copley de la Royal Society.[26]
- (1910) Nombrado Sir, con la designación de Sir Crookes, recibiendo la Orden del Mérito.[1]
- El cráter lunar Crookes es así denominado en su honor.
- Fue varias veces candidato al premio Nobel, tanto en física como en química.[27]